# 烏魯潘帕山脈

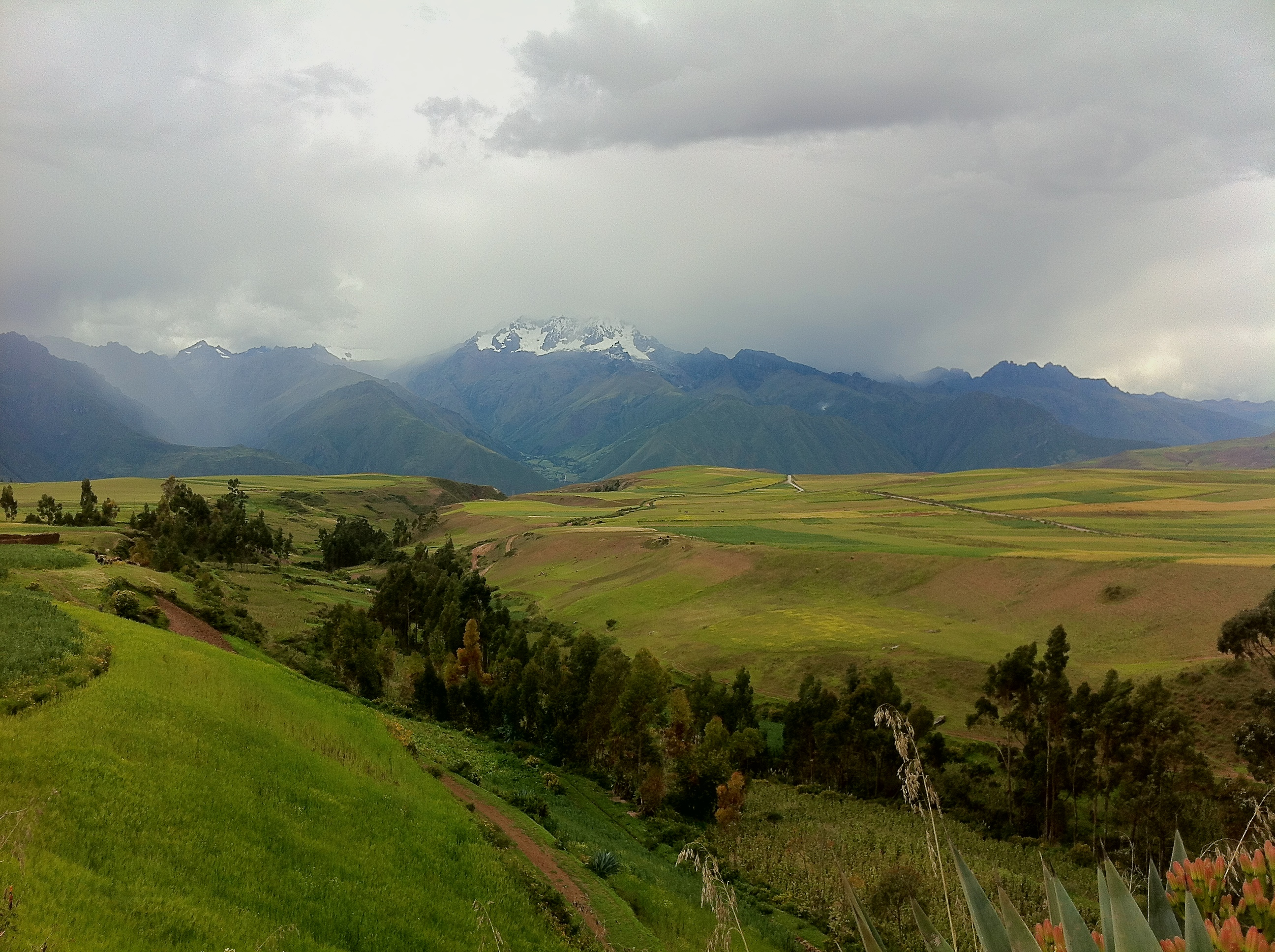

烏魯潘帕山脈是秘魯的山脈，位於庫斯科大區，屬於安第斯山脈的一部分，處於烏魯班巴河右岸，全長75公里，最高點海拔高度5,818米，冰川面積41平方公里。